# Vogelpark

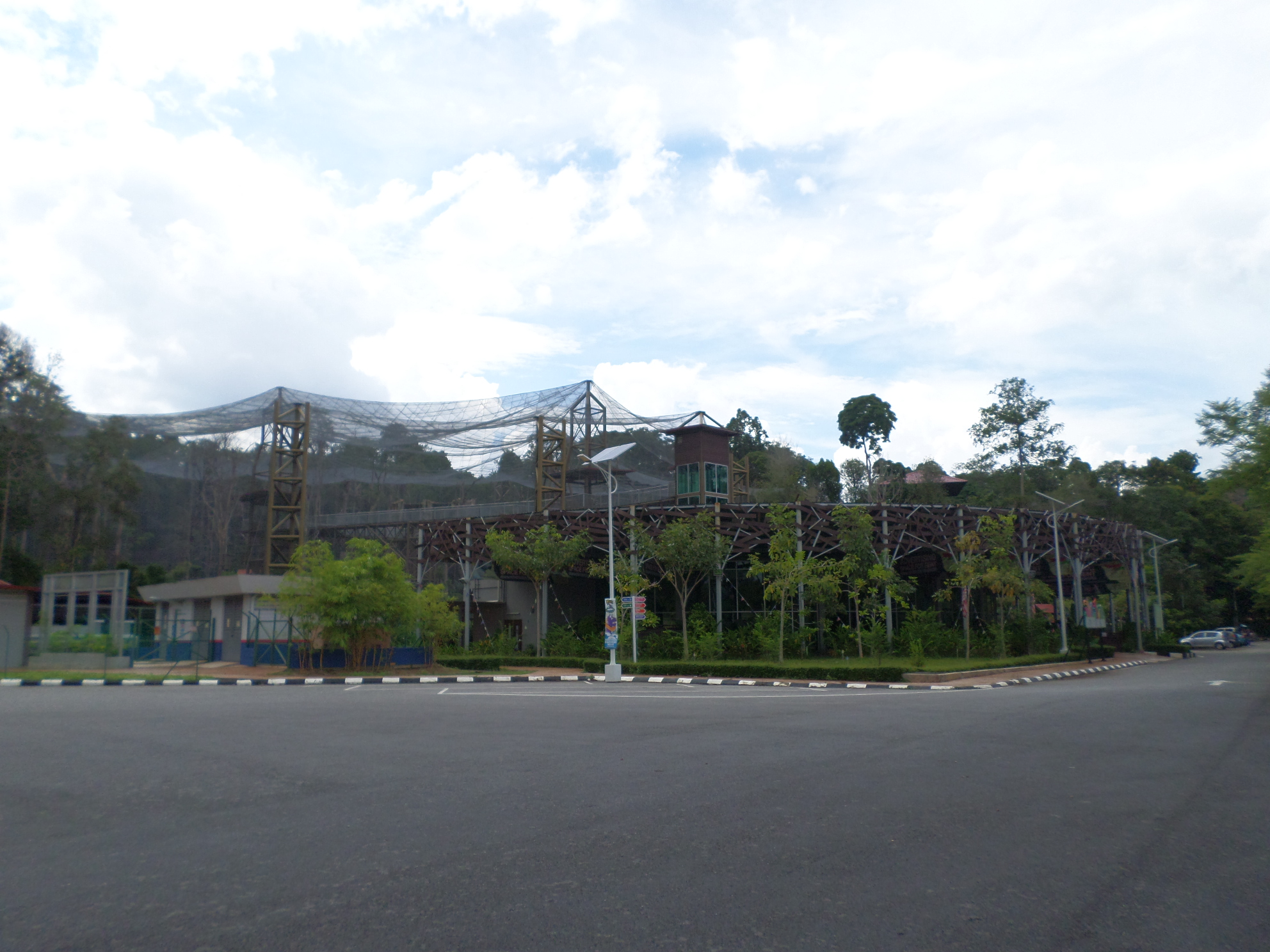
Vogelpark

Een vogelpark is een aangelegd en bijgehouden park dat toegankelijk is voor het publiek, waarin het voornaamste thema vogels zijn, wat inhoudt dat er vele soorten vogels aanwezig zijn in het park. Veel vogels zijn gekooid in deze parken, in volières of kooien, maar een deel kan ook vrij rondvliegen. Gespecialiseerde vogelparken richten zich op een bepaalde groep vogels, bijvoorbeeld een fazanterie is gespecialiseerd in fazantachtigen.
In vogelparken worden vaak ook shows met vogels vertoond, zoals vliegshows van bijvoorbeeld roofvogels en shows met dressure van papagaaiachtigen.
Veelal kunnen lokaal levende vogels, zoals in Nederland huismussen, letterlijk en figuurlijke en graantje meepikken van het voedsel dat hun gekooide soortgenoten krijgen.

## Voorbeelden van vogelparken
- Avifauna (Alphen aan den Rijn, Nederland)
- Uilen- en Dierenpark De Paay (Beesd, Nederland)
- Fazanterie de Rooie Hoeve, (Heeswijk-Dinther, Nederland)
- De Uilentuin, (Meeden, Nederland)
- Vogelpark Het Zwin, (Het Zoute, België)
- Jurong Bird Park (Singapore)
- Loro Parque (Tenerife, Spanje)
- Palmitos Park (Gran Canaria, Spanje)
- Parc des Oiseaux (Villars-les-Dombes, Frankrijk)
- Papegaaienpark N.O.P. van de Stichting Nederlandse Opvang Papegaaien (Oerle, Nederland)
- Arenden- en wolvenpark Kasselburg, (bij Gerolstein in de Duitse Eifel)
- Vogelpark Walsrode (Walsrode, Duitsland)
- Stonehenge Wildlife (Schoonrewoerd)
- Vogelpark "De Lorkeershoeve" (Lutten, Nederland)
- Parque das Aves (Foz do Iguaçu, Paraná, Brazilië)
- El Jardí dels Ocells, Spanje